# 金炳旭 (1977年)
金炳旭（：／ Kim Byeong-uk，1977年4月30日—），大韓民國保守派政治人物，第21屆國會議員。